# 獣ゆく細道
「獣ゆく細道」（けものゆくほそみち 英題：The Narrow Way）は、シンガーソングライターの椎名林檎とロックバンド・エレファントカシマシのボーカリストである宮本浩次による楽曲。2018年10月2日にユニバーサルミュージックのEMI Recordsレーベルからデジタル・ダウンロードシングルとして配信限定で発売された。

## 概要
2018年10月1日からリニューアルされた日本テレビ系列の「news zero」のテーマソングとして椎名が書き下ろした楽曲。依頼を受け、番組視聴者に残される後味や現実社会で戦う彼らの迎える夜明けを想像しながら書き下ろした。
録音にあたっては椎名とは初共演となるエレファントカシマシの宮本浩次が客演として参加。椎名は「こうしてアイデンティティを持ち始めた曲が、或る詩人の筆致を求めていることに、私はじき気付きました。その人物がこれまで発して来たメッセージを、この曲の中で一度、私なりに要約できないだろうかと考えたのです。そのうえ、一緒に唄ってもらえたらどんなによいだろう、とも」と語った。
宮本との共演は2018年10月1日放送の日本テレビ「news zero」のエンディングでお披露目され、2018年10月2日より配信開始。あわせてミュージックビデオがYouTubeで公開された
アルバムには椎名自身の6枚目のアルバム『三毒史』及びベストアルバム『ニュートンの林檎 〜初めてのベスト盤〜』に収録されている他、2020年3月4日発売の宮本のソロアルバム『宮本、独歩。』にも収録されている。

## ミュージックビデオ
ミュージックビデオは配信開始と同時に椎名林檎公式YouTubeチャンネルで解禁。監督は椎名などのミュージックビデオやCMを制作してきた児玉裕一が務め、「自分自身と孤独に闘い続ける獣。その生き様を垣間見てしまったときの瞬間が、ヤバさが、しっかりとこの映像に刻まれたと思います」と語っている。ダンスシーンの振付はPerfumeの振付などで知られるMIKIKOが担当した。

## 収録曲
| #  | タイトル       | 作詞・作曲 | 編曲     | 時間 |
| -- | -------------- | ---------- | -------- | ---- |
| 1. | 「獣ゆく細道」 | 椎名林檎   | 笹路正徳 | 3:44 |

## 演奏
- 歌：椎名林檎、宮本浩次
- ピアノ：笹路正徳
- ベース：高水健司
- ドラム：山木秀夫
- ラテンパーカッション&ティンパニ：朝倉真司
- フルート：髙桑英世、森川道代
- トランペット：ルイスバジェ、奥村晶、二井田ひとみ
- トロンボーン：村田陽一、宮内岳太郎、半田信英、朝里勝久
- アルトサックス：本田雅人、本間将人
- ソプラノサックス&テナーサックス：竹野昌邦、鈴木圭
- バリトンサックス：山本拓夫
- コンサートマスター：真部裕
- ヴァイオリン：徳永友美、石亀協子、伊能修、川口静華、柳原有弥、武藤宏樹、城戸喜代、石橋尚子、亀田夏絵、城元絢花、亀井友莉、林周雅、浮村恵梨子
- ヴィオラ：生野正樹、岡さおり、金孝珍、二木美里
- チェロ：堀沢真己、遠藤益民、村中俊之、多井智紀
- ハープ：朝川朋之